# Widowmaker (americká hudební skupina)
Widowmaker byla americká heavy metalová skupina, kterou v roce 1992 založil zpěvák Dee Snider, člen Twisted Sister. Dalšími členy byli bubeník Joey „Seven“ Franco, kytarista Al Pitrelli a baskytarista Marc Russell, kterého později nahradil Freddy Villano.

## Diskografei
- Blood and Bullets – 1992
- Stand by for Pain – 1994